# Germán Lux
Germán Darío Lux (Carcarañá, Santa Fe; 7 de junio de 1982) es un exfutbolista y entrenador argentino. Se desempeñaba como arquero.

## Trayectoria

### River
Germán Lux comenzó su carrera en River Plate en el año 1998, debutando en la Primera división argentina el 10 de febrero de 2002 en un encuentro en el Monumental que finalizó con victoria de los millonarios frente al Talleres por 3-1.
El 2006 fue un año muy difícil para él ya que sufrió la pérdida de su hermano, quien se suicidó a principios de año. Además en lo deportivo no fue convocado para la Copa Mundial de Fútbol de 2006 donde, en un principio, se especulaba que sería el segundo o primer guardameta, y a nivel de club perdió el puesto de titular a favor de Juan Pablo Carrizo en el Torneo Apertura 2006. Al finalizar la temporada el técnico Daniel Passarella le comunicó que no lo tendría en cuenta para el Torneo Clausura 2007.

### RCD Mallorca
En 2007 fue transferido al Mallorca del fútbol español, donde llegó una vez vencido el contrato que lo unía a River Plate, el 30 de junio de ese año. Debutó en la Primera División de España el 31 de octubre de 2007, al ser expulsado Miguel Ángel Moyá, en un encuentro que finalizó con empate a un gol frente al Deportivo de La Coruña en Riazor. En su primera campaña en el club berbellón pelearía por un puesto en la portería con Moyá. En julio de 2008 sonó como posible incorporación del Racing Club de Avellaneda pero continuó en el club balear en el que tras la llegada de Dudu Aouate, ese mismo verano, habría tres buenos guardametas disputándose la titularidad. La salida del cancerbero español al acabar la 2008/09 no se tradujo en mayores oportunidades para Lux que quedó relegado al banquillo por las buenas actuaciones del portero israelí. A partir de entonces tan solo fue titular en Copa del Rey, quedando reducidas sus intervenciones en liga a contadas ocasiones.

### Deportivo La Coruña
El 23 de julio de 2011 se incorporó a las filas del Deportivo de La Coruña, que había descendido a la segunda división en la temporada anterior. Allí lucharía por hacerse con la titularidad que ostentaba Dani Aranzubia.
El 29 de junio de 2012 renueva por una temporada con el Deportivo tras el ascenso del club a Primera División. El 2 de julio de 2013 renueva por otra temporada tras el descenso a Segunda División, descartando ofertas de varios equipos de Primera División, demostrando así su compromiso con el club. 
Con la salida de Dani Aranzubia es confirmado como el portero titular del equipo para la temporada 2013/14, que debido a muy buenas actuaciones llegó a ganar el premio a "Mejor portero de la Liga Adelante 2013-14" en dicha temporada. El 27 de junio de 2014 firma su renovación con el Deportivo por dos temporadas más, hasta el año 2016. Una vez acabado este, lo renueva por un año más.
La temporada 2016/17 fue su última campaña en las filas del Deportivo de La Coruña al decidir el club gallego en no renovarle el contrato.

### Vuelta a River
En junio del 2017 fichó por River Plate en lo que significó su vuelta al club argentino. River necesitaba un arquero que se afianzará rápidamente en el equipo titular, ya que Augusto Batalla, el primer arquero hasta entonces, había mostrado flojas actuaciones en partidos trascendentales.
Durante ese semestre del 2017, Lux no logró afianzarse como titular. No brindó la seguridad que se esperaba y cometió algunos errores que le costaron partidos importantes, como la semifinal contra Lanús de la Libertadores 2017 -el principal objetivo del club ese año- y los clásicos contra Boca; también contó con cierto resentimiento por parte de la hinchada.
En el verano de 2018, debido al mal rendimiento de Lux y a la lesión de Enrique Bologna, el club contrató a Franco Armani, quien necesitó un par de partidos para convertirse en el arquero titular, relegando a Lux a la suplencia.
En 2018 ganó en Madrid la Copa Libertadores enfrentado al clásico rival, Boca Juniors por 3-1 con global de 5-3.

## Selección nacional
Ha sido internacional absoluto con la selección de fútbol de Argentina en seis ocasiones. Defendió la portería de la albiceleste en la Copa FIFA Confederaciones 2005, competición en la que los sudamericanos fueron segundos al ser derrotados por la selección de fútbol de Brasil en el último partido. Con la selección olímpica participó como titular en el torneo de fútbol de los Juegos Olímpicos de Atenas 2004, conquistando la medalla de oro tras vencer a Paraguay en la final. Lux mantuvo su portería a cero durante todo el certamen, algo nunca visto en unos Juegos Olímpicos.

### Participaciones en Copas FIFA Confederaciones
| Copa                      | Sede     | Resultado  |
| ------------------------- | -------- | ---------- |
| Copa Confederaciones 2005 | Alemania | Subcampeón |

### Participaciones en Juegos Olímpicos
| Olimpiadas                   | Sede   | Resultado      |
| ---------------------------- | ------ | -------------- |
| Juegos Olímpicos Atenas 2004 | Grecia | Medalla de oro |

## Estadistícas

### Clubes
- Actualizado hasta el 16 de julio de 2019.

| Club | Div.                | Temporada           | Liga         | Liga         | Liga         | Copas Nacionales (1) | Copas Nacionales (1) | Copas Nacionales (1) | Copas Internacionales (2) | Copas Internacionales (2) | Copas Internacionales (2) | Total | Total | Total |
| Club | Div.                | Temporada           | PJ           | GR           | VI           | PJ                   | GR                   | VI                   | PJ                        | GR                        | VI                        | PJ    | GR    | VI    |
| --- | ------------------- | ------------------- | ------------ | ------------ | ------------ | -------------------- | -------------------- | -------------------- | ------------------------- | ------------------------- | ------------------------- | ----- | ----- | ----- |
| River Plate Argentina | 1.ª                 | 2001-02             | 3            | -3           | 0            | —                    | —                    | —                    | 1                         | -1                        | 0                         | 4     | -4    | 0     |
| River Plate Argentina | 1.ª                 | 2003-04             | 15           | -13          | 5            | —                    | —                    | —                    | 7                         | -6                        | 2                         | 22    | -19   | 7     |
| River Plate Argentina | 1.ª                 | 2004-05             | 5            | -9           | 1            | —                    | —                    | —                    | 3                         | -2                        | 2                         | 8     | -11   | 3     |
| River Plate Argentina | 1.ª                 | 2005-06             | 28           | -32          | 5            | —                    | —                    | —                    | 12                        | -19                       | 2                         | 40    | -51   | 7     |
| River Plate Argentina | 1.ª                 | 2006-07             | 2            | -3           | 1            | —                    | —                    | —                    | 2                         | -3                        | 0                         | 4     | -6    | 1     |
| River Plate Argentina | 1.ª                 | 2017-18             | 7            | -6           | 2            | 5                    | -2                   | 3                    | 5                         | -8                        | 2                         | 17    | -16   | 7     |
| River Plate Argentina | 1.ª                 | 2018-19             | 5            | -9           | 0            | 2                    | 0                    | 2                    | 3                         | -2                        | 2                         | 10    | -11   | 4     |
| River Plate Argentina | 1.ª                 | 2019-20             | 0            | 0            | 0            | 1                    | -1                   | 0                    | 1                         | -1                        | 0                         | 2     | -2    | 0     |
| River Plate Argentina | 1.ª                 | 2020                | Inexistentes | Inexistentes | Inexistentes | 0                    | -0                   | 0                    | 0                         | -0                        | 0                         | 0     | -0    | 0     |
| River Plate Argentina | 1.ª                 | 2021                | 0            | -0           | 0            | 0                    | -0                   | 0                    | 0                         | -0                        | 0                         | 0     | -0    | 0     |
| River Plate Argentina | Total               | Total               | 65           | -75          | 14           | 8                    | -3                   | 5                    | 34                        | -42                       | 10                        | 107   | -120  | 29    |
| RCD Mallorca · España | 1.ª                 | 2007-08             | 10           | -19          | 1            | 4                    | -4                   | 1                    | —                         | —                         | —                         | 14    | -23   | 2     |
| RCD Mallorca · España | 1.ª                 | 2008-09             | 14           | -27          | 2            | 3                    | -3                   | 1                    | —                         | —                         | —                         | 17    | -30   | 3     |
| RCD Mallorca · España | 1.ª                 | 2009-10             | 1            | -2           | 0            | 4                    | -5                   | 1                    | —                         | —                         | —                         | 5     | -7    | 1     |
| RCD Mallorca · España | 1.ª                 | 2010-11             | 4            | -4           | 2            | 4                    | -11                  | 0                    | —                         | —                         | —                         | 8     | -15   | 2     |
| RCD Mallorca · España | Total               | Total               | 29           | -52          | 5            | 15                   | -23                  | 3                    | 0                         | 0                         | 0                         | 44    | -75   | 8     |
| Deportivo de La Coruña · España | 2.ª                 | 2011-12             | 5            | 6            | -2           | 4                    | -7                   | 0                    | —                         | —                         | —                         | 9     | -13   | 2     |
| Deportivo de La Coruña · España | 1.ª                 | 2012-13             | 4            | -6           | 1            | 2                    | -1                   | 1                    | —                         | —                         | —                         | 6     | -7    | 2     |
| Deportivo de La Coruña · España | 2.ª                 | 2013-14             | 37           | -29          | 19           | —                    | —                    | —                    | —                         | —                         | —                         | 37    | -29   | 19    |
| Deportivo de La Coruña · España | 1.ª                 | 2014-15             | 7            | -19          | 1            | 2                    | -5                   | 0                    | —                         | —                         | —                         | 9     | -24   | 1     |
| Deportivo de La Coruña · España | 1.ª                 | 2015-16             | 29           | -38          | 6            | —                    | —                    | —                    | —                         | —                         | —                         | 29    | -38   | 6     |
| Deportivo de La Coruña · España | 1.ª                 | 2016-17             | 25           | -40          | 6            | —                    | —                    | —                    | —                         | —                         | —                         | 25    | -40   | 6     |
| Deportivo de La Coruña · España | Total               | Total               | 107          | -138         | 35           | 8                    | -13                  | 1                    | 0                         | 0                         | 0                         | 115   | -151  | 36    |
| Total en su carrera | Total en su carrera | Total en su carrera | 201          | -265         | 54           | 31                   | -39                  | 9                    | 33                        | -41                       | 10                        | 266   | -345  | 73    |
| (1) Las copas nacionales se refiere a la Copa del Rey y Copa Argentina. (2) Las copas internacionales se refiere a la Copa Sudamericana, Copa Libertadores de América y Mundial de Clubes. (3) Media de goles por encuentro. No incluye goles en partidos amistosos. |                     |                     |              |              |              |                      |                      |                      |                           |                           |                           |       |       |       |

### Selección
- Actualizado hasta el 5 de junio de 2015.

| Selección            | Año                  | Amistosos | Amistosos | Amistosos | Copa FIFA Confederaciones | Copa FIFA Confederaciones | Copa FIFA Confederaciones | Copa Mundial | Copa Mundial | Copa Mundial | Juegos Olímpicos | Juegos Olímpicos | Juegos Olímpicos | Total | Total | Total |
| Selección            | Año                  | PJ        | GR        | VI        | PJ                        | GR                        | VI                        | PJ           | GR           | VI           | PJ               | GR               | VI               | PJ    | GR    | VI    |
| -------------------- | -------------------- | --------- | --------- | --------- | ------------------------- | ------------------------- | ------------------------- | ------------ | ------------ | ------------ | ---------------- | ---------------- | ---------------- | ----- | ----- | ----- |
| Sub-20 Argentina     | 2001                 | -         | -         | -         | -                         | -                         | -                         | 5            | 4            | 1            | -                | -                | -                | 5     | 4     | 1     |
| Sub-20 Argentina     | Total                | -         | -         | -         | -                         | -                         | -                         | 5            | 4            | 1            | -                | -                | -                | 5     | 4     | 1     |
| Olímpica Argentina   | 2004                 | -         | -         | -         | -                         | -                         | -                         | -            | -            | -            | 6                | 0                | 6                | 6     | 0     | 6     |
| Olímpica Argentina   | Total                | -         | -         | -         | -                         | -                         | -                         | -            | -            | -            | 6                | 0                | 6                | 6     | 0     | 6     |
| Absoluta Argentina   | 2005                 | 1         | 1         | 0         | 5                         | 10                        | 0                         | -            | -            | -            | -                | -                | -                | 6     | 11    | 0     |
| Absoluta Argentina   | Total                | 1         | 1         | 0         | 5                         | 10                        | 0                         | -            | -            | -            | -                | -                | -                | 6     | 11    | 0     |
| Total en selecciones | Total en selecciones | 1         | 1         | 0         | 5                         | 10                        | 0                         | 5            | 4            | 1            | 6                | 0                | 6                | 17    | 15    | 7     |

### Asistente
| Club              | País      | Año       | Asistente de      |
| ----------------- | --------- | --------- | ----------------- |
| C. A. River Plate | Argentina | 2023-2024 | Martin Demichelis |

## Palmarés

### Campeonatos nacionales
| Título                     | Club                   | País      | Año      |
| -------------------------- | ---------------------- | --------- | -------- |
| Primera División           | River Plate            | Argentina | C - 2002 |
| Primera División           | River Plate            | Argentina | C - 2003 |
| Primera División           | River Plate            | Argentina | C - 2004 |
| Segunda División de España | Deportivo de La Coruña | España    | 2011/12  |
| Copa Argentina             | River Plate            | Argentina | 2016/17  |
| Supercopa Argentina        | River Plate            | Argentina | 2017     |
| Copa Argentina             | River Plate            | Argentina | 2018/19  |
| Supercopa Argentina        | River Plate            | Argentina | 2019     |
| Primera División           | River Plate            | Argentina | 2021     |
| Trofeo de Campeones        | River Plate            | Argentina | 2021     |

### Campeonatos internacionales
| Título                          | Equipo           | Sede         | Año  |
| ------------------------------- | ---------------- | ------------ | ---- |
| Copa Mundial Juvenil            | Argentina sub-20 | Argentina    | 2001 |
| Preolímpico Sudamericano Sub-23 | Argentina sub-23 | Chile        | 2004 |
| Juegos Olímpicos                | Argentina sub-23 | Atenas       | 2004 |
| Copa Libertadores               | River Plate      | Madrid       | 2018 |
| Recopa Sudamericana             | River Plate      | Buenos Aires | 2019 |

### Como Asistente

#### Campeonatos nacionales
| Título              | Club        | País      | Año  |
| ------------------- | ----------- | --------- | ---- |
| Primera División    | River Plate | Argentina | 2023 |
| Trofeo de Campeones | River Plate | Argentina | 2023 |
| Supercopa Argentina | River Plate | Argentina | 2023 |

### Distinciones individuales
| Distinción                                             | Año     |
| ------------------------------------------------------ | ------- |
| Elegido Mejor Portero de la Segunda División de España | 2013-14 |